# ولاية فارياب

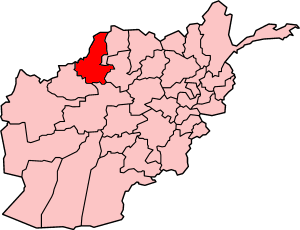
ولاية فاریاب

ولاية فاريب (بالبشتوية: فاریاب)‏ هو واحدة من أربعة وثلاثين ولاية بأفغانستان، والذي يقع في شمال البلاد على الحدود مع جارتها تركمانستان. يبلغ عدد سكانها حوالي 1,109,223 نسمة، وهي متعددة الأعراق ومعظمها مجتمع قبلي. تضم المقاطعة 15 منطقة وأكثر من 1000 قرية. عاصمة ولاية فارياب هي ميمنة. كما تحدها مقاطعة جوزجان، ومقاطعة ساري بول، ومقاطعة غور، وبادغيس.

## تاريخ

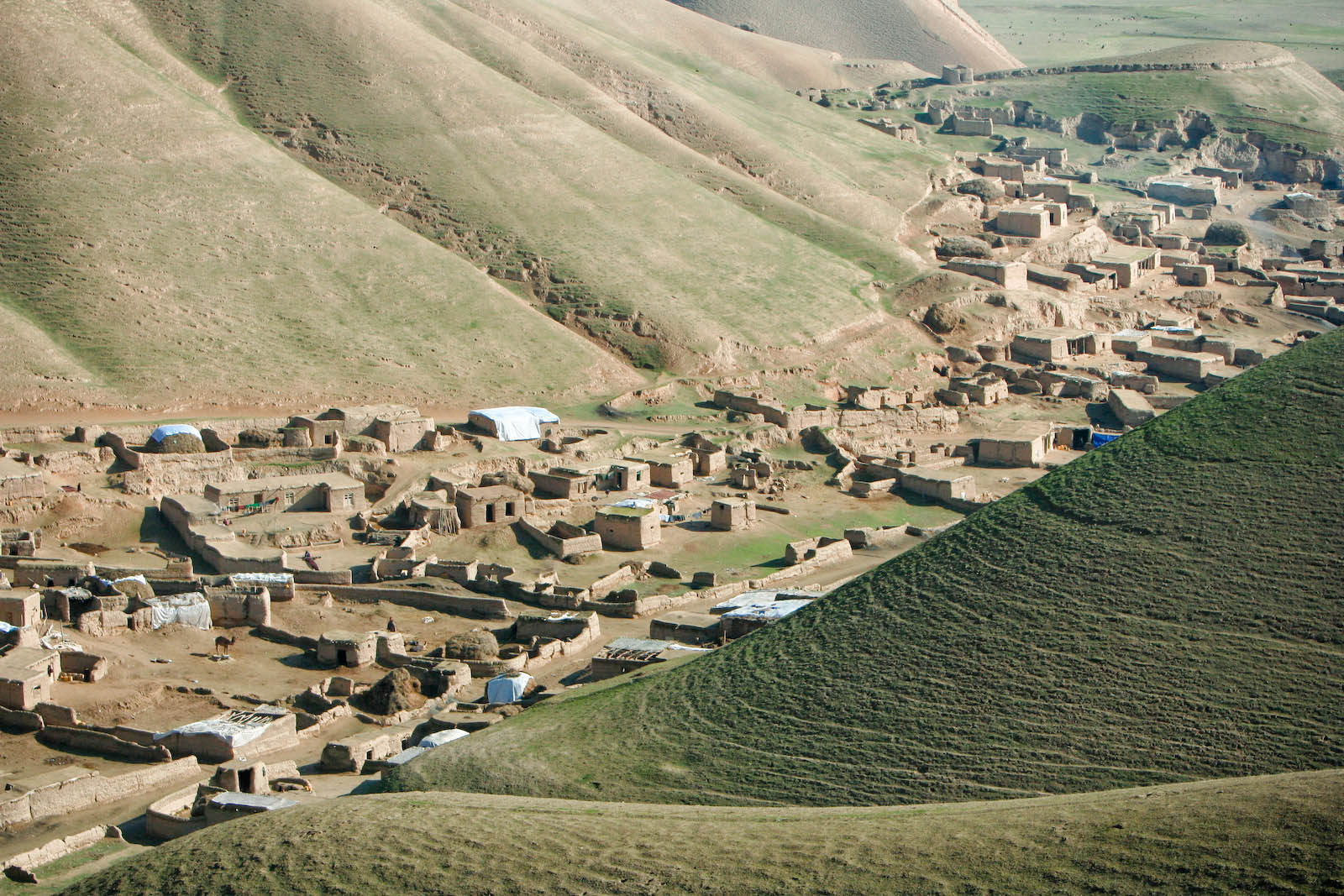
قرية في محافظة فارياب

فارياب معناها في اللغة الفارسية «الأراضي المروية من تحويل مياه النهر». اسم فارياب مأخوذ من اسم بلدة أسسها الساسانيون في المنطقة. إنها موطن الفيلسوف الإسلامي الشهير الفارابي (لكاتب السيرة ابن النديم). المنطقة جزء من المنطقة العابرة للحدود في خراسان الكبرى. خلال الحقبة الاستعمارية، أشار الجغرافيون البريطانيون إلى المنطقة باسم تركستان الأفغانية.
تاريخ الاستيطان في فارياب قديم ويشتمل على طبقة فوق طبقة من الاحتلال. في بعض الأحيان، كانت بوتقة انصهرت فيها مجموعة من الثقافات في كل غير متعارض أو على الأقل تعايش سلمي.
دخلت ميمنة وأندخوي التاريخ المكتوب قبل 2500 عام عندما وصل اليهود واستقروا في عام 586 قبل الميلاد، الفرار من تدمير القدس من قبل نبوخذ نصر. كانت المنطقة تحت السيطرة الفارسية في ذلك الوقت، والتي أفسحت المجال لاحقًا للحكم اليوناني بعد غزو الإسكندر الأكبر في 326 قبل الميلاد.
تمت استعادة الهيمنة الفارسية من القرن الثالث إلى القرن السابع الميلادي.
انتهت فترة ما قبل الإسلام بفتح شمال أفغانستان على يد العرب المسلمين (651-661 م). تحولت المنطقة إلى ساحة معركة شاسعة حيث كانت الثقافتان العربيتان والفارسيتان تتصارعان ليس فقط من أجل التفوق السياسي والجغرافي ولكن على التفوق الأيديولوجي. نتيجة لذلك، تم القضاء على قرون من الزرادشتية والبوذية والمسيحية النسطورية والعبادات الوثنية الأصلية. صعدت سلالات إسلامية مختلفة إلى السلطة وأثرت على السكان المحليين. وكان من بينهم الصفاريون، والسامانيون، والغزنويون، والسلاجقة، والغوريون.
تم تغيير تاريخ فارياب بشكل كبير مرة أخرى في القرن الحادي عشر، هذه المرة مع غزو المغول، تحت جنكيز خان ونسله. مع انتقالهم إلى المنطقة من الشمال، تم تدمير المدن والبلدات بما في ذلك ميمنة، وذبح السكان، وسرقة أو حرق الحبوب والحقول والماشية، وتم القضاء على أنظمة الري القديمة. تم تدمير فارياب نفسها على يد المغول عام 1220. نشأت سيطرة المغول من عواصم بخارى أو سمرقند بالتناوب شمال نهر أمو داريا. لقد حكموا بطريقة لامركزية، مع ذلك، مما سمح لزعماء القبائل المحليين في ميمنة وفي أماكن أخرى بقدر كبير من الاستقلال الذاتي (إرث كان سيستمر حتى نهاية القرن التاسع عشر).
في عام 1500، اجتاح الأمراء الأوزبكيون، على شكل خانية بخارى (ولاية توركو-مغولية)، نهر أمو داريا، ووصلوا إلى فارياب والمناطق ذات الصلة حوالي عام 1505. انضموا إلى عدد كبير من السكان العرب الرعاة وحكموا المنطقة حتى منتصف القرن الثامن عشر.
غزاها أحمد شاه دوراني عام 1748 وأصبحت جزءًا من الإمبراطورية الدورانية. المنطقة لم يمسها البريطانيون خلال الحروب الأنغلو-أفغانية الثلاثة التي خاضت في القرنين التاسع عشر والعشرين. أصبحت فارياب مقاطعة في عام 1964. من الإصلاحات الإدارية في ثلاثينيات القرن الماضي حتى ذلك الحين عُرفت باسم ميمانة وكانت تابعة لمحافظة بلخ، وكان مقرها الرئيسي في مزار الشريف.
أثناء الحرب الأهلية الأفغانية في تسعينيات القرن الماضي (أوائل التسعينيات وأواخر التسعينيات)، غالبًا ما سقط خط المواجهة بين طالبان وقوات المعارضة بين إقليمي بادغيس وفارياب في منتصف التسعينيات. وفر إسماعيل خان أيضًا إلى فارياب لإعادة تشكيل قواته بعد استيلاء طالبان على مقاطعة هرات، لكن عبد الملك بهلوان خانه.
وصلة=|يمين|تصغير
في مايو 1997، رفع عبد الملك بهلوان علم طالبان فوق العاصمة ميمنة، فغير موقفه وبدأ هجومًا جديدًا لطالبان من الغرب. بعد سلسلة من الولاءات المتغيرة والخلاف مع مالك، انسحبت طالبان من المنطقة، ولكن في عام 1998 ضغطت وحدة من 8000 من مقاتلي طالبان عبر فارياب، واستولت على مقر عبد الرشيد دوستم في شيبرغان، في مقاطعة جوزجان المجاورة.
كانت مقاطعة فارياب من أكثر المناطق هدوءًا في أفغانستان منذ سقوط حكومة طالبان في أواخر عام 2001. ركزت المشاريع التنموية الأخيرة في المقاطعة على توسيع الإمكانات الزراعية للمحافظة، ولا سيما إعادة تشجير مناطق المقاطعة التي تعرضت للتعرية في الماضي القريب.
كانت مقاطعة فارياب من أكثر المناطق هدوءًا في أفغانستان منذ سقوط حكومة طالبان في أواخر عام 2001. ركزت المشاريع التنموية الأخيرة في المقاطعة على توسيع الإمكانات الزراعية للمحافظة، ولا سيما إعادة تشجير مناطق المقاطعة التي تعرضت للتعرية في الماضي القريب.
أفادت الأنباء في عام 2006 أن حزب الحرية الأفغاني الذي يتزعمه عبد الملك بهلوان لا يزال يحتفظ بجناح مسلح متشدد، مما يساهم في زعزعة الاستقرار في الإقليم. بدأت قوات الأمن الوطني الأفغانية (ANFS) في التوسع وتولت السيطرة ببطء. يتم الحفاظ على الحدود بين أفغانستان وتركمانستان من قبل شرطة الحدود الأفغانية (ABP) بينما يتم توفير القانون والنظام لبقية المقاطعة من قبل الشرطة الوطنية الأفغانية المدربة من قبل الناتو (ANP).
بين عام 2006 وأواخر عام 2014، كان لدى المقاطعة فريق إعادة إعمار إقليمي (PRT)، بقيادة النرويج. كان لفريق إعادة الإعمار النرويجي قاعدته في ميمنة، كما تم تكليفه بمسؤولية منطقة غورماش.
وقعت أفغانستان اتفاقية مع شركة البترول الوطنية الصينية (CNPC) لتطوير كتل النفط في حوض آمو داريا، وهو مشروع من المتوقع أن يدر مليارات الدولارات على مدى عقدين من الزمن؛ تغطي الصفقة أعمال حفر ومصفاة في مقاطعتي سار إي بول وفرياب الشماليتين، وهي أول اتفاقية دولية لإنتاج النفط أبرمتها الحكومة الأفغانية منذ عدة عقود. بدأت CNPC إنتاج النفط الأفغاني في أكتوبر 2012، وفي نفس الشهر تم اكتشاف احتياطيات ضخمة من الغاز في منطقة أندخوي في مقاطعة فاريب
في يوليو / تموز 2016، اتهمت هيومن رايتس ووتش الحركة الإسلامية الوطنية الأفغانية بزعامة عبد الرشيد دوستم بقتل وإساءة معاملة ونهب المدنيين في فارياب.

## البنية الأساسية للمواصلات
اعتبارًا من مايو 2014، تم تقديم مطار ميمنة من خلال خدمة الركاب المنتظمة إلى هرات.
ووصفت البنية التحتية للطرق في المحافظة في عام 2006 بأنها «في حالة خراب تماما» دون حتى «طريق ممهد» واحد.
يوجد خط سكة حديد دولي قصير بين أنخوي وأكينا، والذي يتصل بعد ذلك بشبكة السكك الحديدية التركمانية في أتاميرات.

## اقتصاد
تعتبر الزراعة وتربية الحيوانات من الأنشطة الاقتصادية الرئيسية في المقاطعة، ومع ذلك تشتهر مدينة فارياب بسجادها المحبوك وكذلك الكليم المنسوج، وهي صناعة يدوية تهيمن عليها الإناث تقليديًا. يوجد بالمقاطعة كمية متنازع عليها من احتياطيات الغاز الطبيعي ولكن مستويات الاستغلال منخفضة.
يوجد منجم ملح في منطقة دولت آباد وبعض مصادر الرخام (يقال إنها مملوكة لعبد الرشيد دوستم) وهناك أيضًا غابات الفستق التي تنتج الفستق فيرا التي تشتهر بلونها ونكهتها الشديدة.

## رعاية صحية
ارتفعت نسبة الأسر المعيشية التي لديها مياه شرب نظيفة من 23٪ في عام 2005 إلى 24٪ في عام 2011. ارتفعت النسبة المئوية للولادات التي تمت تحت إشراف قابلة ماهرة من 2٪ في عام 2005 إلى 16٪ في عام 2011.

## تعليم
بلغ المعدل الإجمالي للإلمام بالقراءة والكتابة (6 سنوات فأكثر) 18٪ في عام 2011. ارتفع معدل الالتحاق الصافي الإجمالي (6-13 عامًا) من 53٪ في عام 2005 إلى 55٪ في عام 2011.

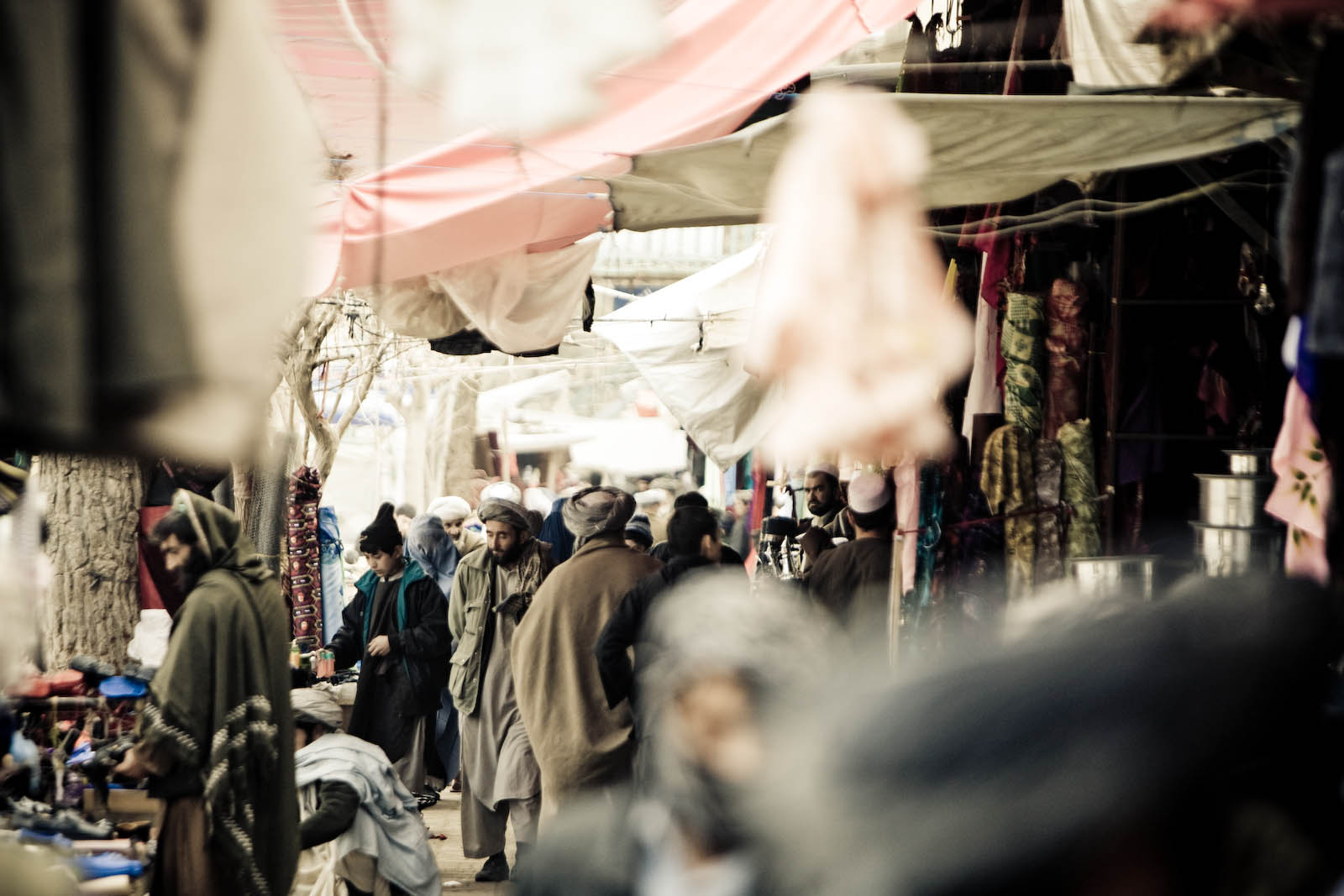
شارع سوق في الميمنة

## التركيبة السكانية

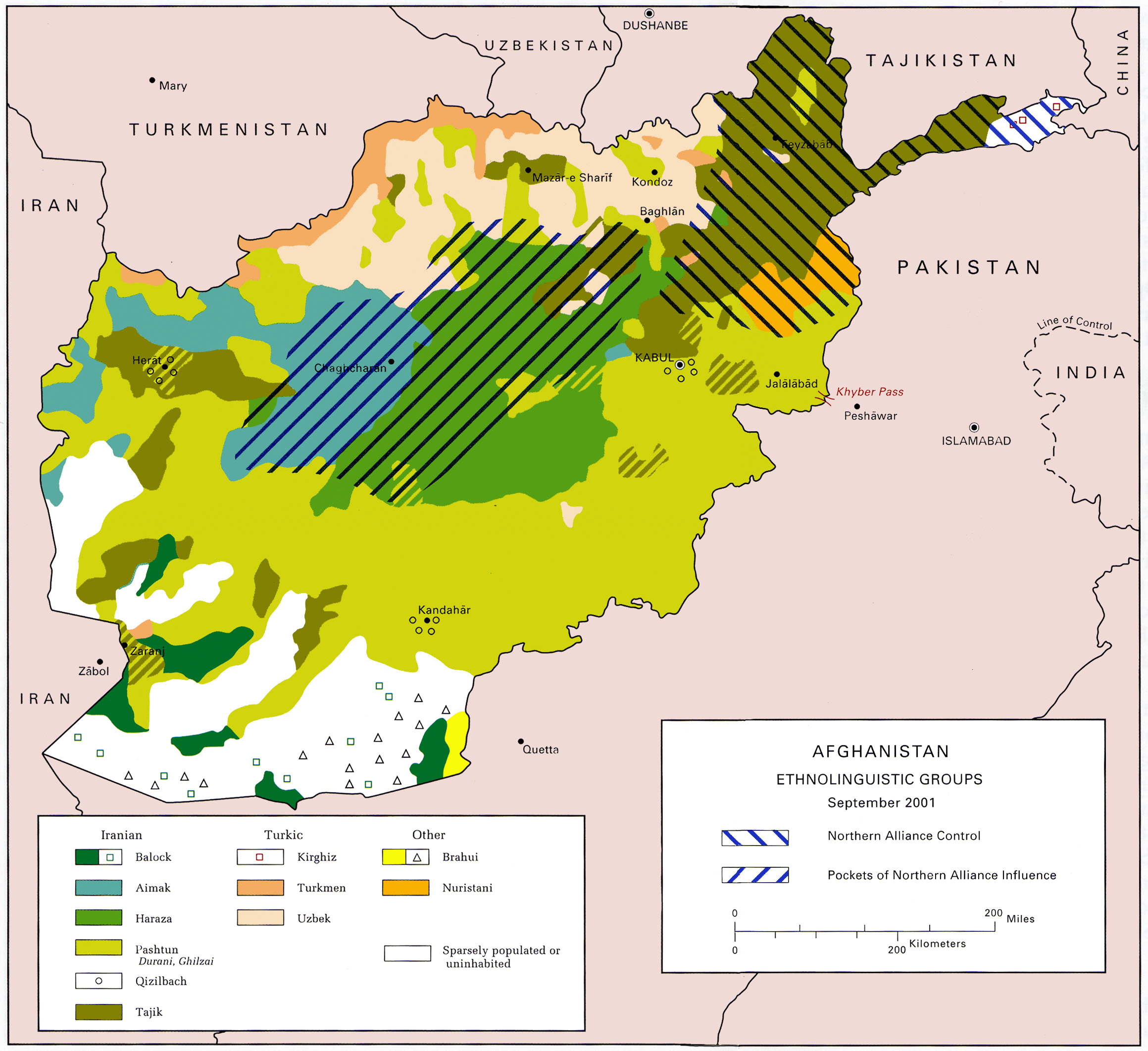
الجماعات العرقية اللغوية في أفغانستان

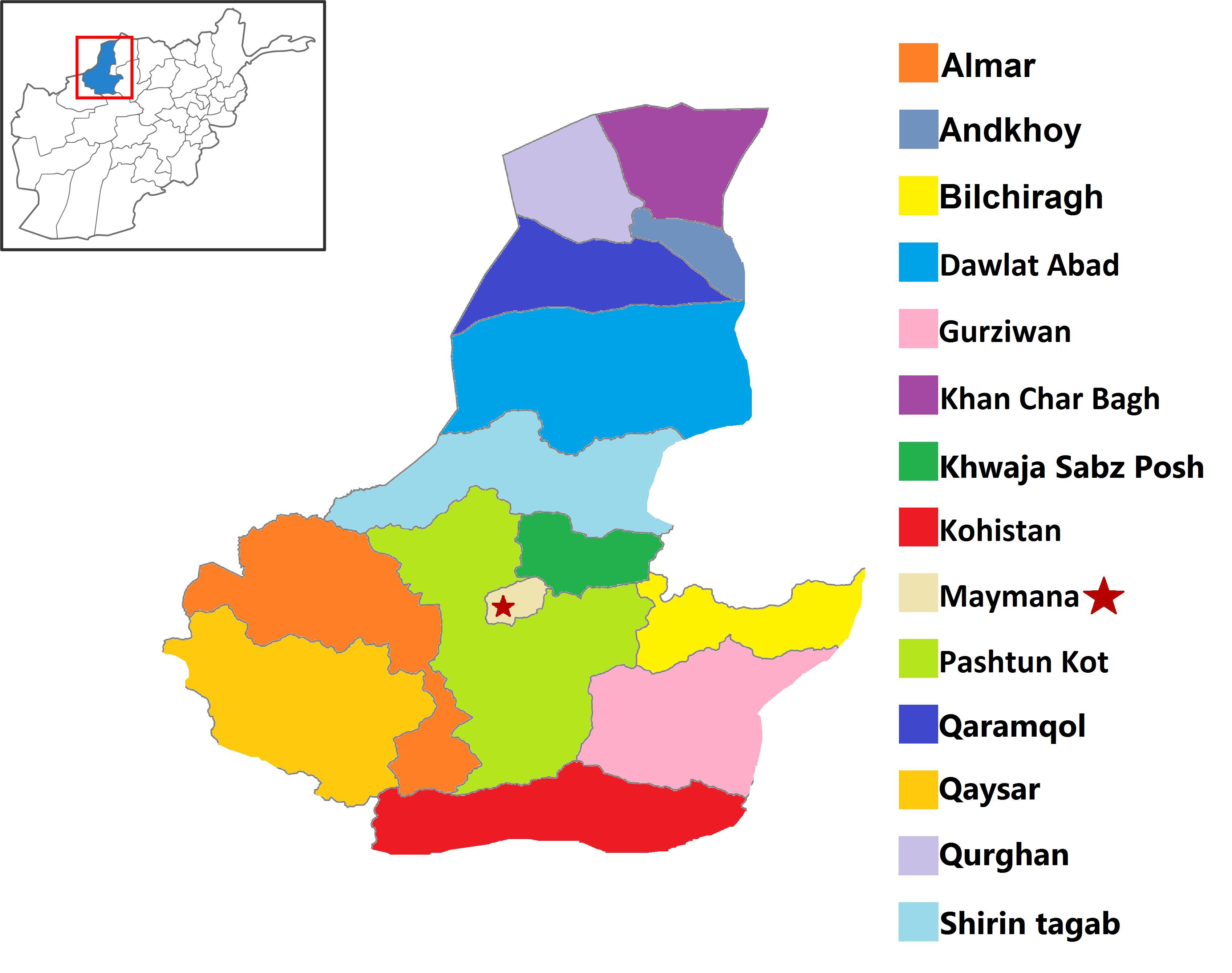
احياء فارياب

اعتبارًا من عام 2021، يبلغ عدد سكان فارياب حوالي 1129528 نسمة، وهي متعددة الأعراق ومعظمها مجتمع قبلي. المجموعات العرقية الرئيسية التي تعيش في المقاطعة هي الأوزبكية، تليها الطاجيك والبشتون والهزارة وغيرهم. ووقعت اشتباكات عرقية بين الحين والآخر بين الأوزبك والبشتون
الداري والأوزبكية والباشتو هي اللغات الرئيسية المستخدمة في المقاطعة وحولها. يتبع جميع السكان الإسلام، ويشكل السنة الأغلبية بينما يشكل الشيعة (الشيعة) الأقلية. الشيعة هم أساسا عرقية الهزارة.

### المناطق
| يصرف           | عاصمة  | السكان  | منطقة              | عدد القرى والمجموعات العرقية                                  |
| -------------- | ------ | ------- | ------------------ | ------------------------------------------------------------- |
| ألمار          |        | 80838   | 1,525 كيلومتر مربع | 86 قرية. 65٪ أوزبك و 35٪ تركمان.                              |
| أندخوي         | أندخوي | 47857   | 381 كيلومتر مربع   | 81 قرية. البشتون والطاجيك والأوزبكي.                          |
| بيلتشيراغ      |        | 60.020  | 1189 كيلومتر مربع  | 44 قرية. البشتون والطاجيك والأوزبكي.                          |
| دولت آباد      |        | 56191   | 2,598 كيلومتر مربع | 56 قرية. البشتون والطاجيك والهزارة والأوزبك.                  |
| غورزيوان       |        | 87190   | 1,875 كم 2         | 54 قرية. البشتون والطاجيك والأوزبكي.                          |
| خاني شار باغ   |        | 26630   | 1056 كيلومتر مربع  | 16 قرية. 65٪ أوزبك و 35٪ تركمان.                              |
| خواجة سابز بوش |        | 58398   | 800 كيلومتر مربع   | 85 قرية. 80٪ أوزبكي، 10٪ باشتون، 10٪ طاجيك.                   |
| كوهيستان       |        | 62723   | 2,254 كيلومتر مربع | 133 قرية.                                                     |
| ميمنة          | ميمنة  | 98284   |                    | 90٪ أوزبك و 5٪ تركمان و 5٪ طاجيك وبشتون.                      |
| البشتون كوت    |        | 217.098 | 4000 كيلومتر مربع  | 331 قرية. 60٪ أوزبك، 20٪ تركمان، 15٪ طاجيك، 10٪ باشتون وعربي. |
| قرمقل          |        | 22.575  | 2,192 كيلومتر مربع | 19 قرية / 73 أنصاف قرى. 70٪ تركمان و 30٪ أوزبكي.              |
| قيصر           |        | 163.838 | 2502 كيلومتر مربع  | 190 قرية.                                                     |
| قرغان          |        | 54207   | 797 كيلومتر مربع   | 13 قرية.                                                      |
| شيرين تاجاب    |        | 93679   | 3500 كيلومتر مربع  | 116 قرية. أوزبكي وطاجيكي وعربي.                               |

## المشهد السياسي والاقتصادي
تتخذ الطائفة الأوزبکية ولاية فارياب موطناً لها وتعد من الأقاليم الأکثر هدوءاً بعد انهيار نظام طالبان واحتلال أفغانستان فی 2001. انطلقت مشروعات عدة بالإقليم فی الآونة الأخيرة شملت تطوير القطاع الزراعي لاسيما زرع شتلات وأشجار فی المنطقة.وأيضا مشاريع سفلتة الطرقات الرئيسية التي تصل بالإقليم المجاورة

## المديريات
ميمنة،بشتون کوت، أند خوي، بلشيرة، دولت آباد، کوهستان، ألمار، قرمقول، قيصار، قرغان، شيرين تکاب، خواجة سبز بوش، خانة شهار بخش، غوزيوان

## أعلام
- الفارابي

## روابط خارجية
- مقاطعة فارياب - شرائح نظرة عامة (جامعة مونتانا)